# Antonio Cánovas del Castillo de Rey
Antonio Cánovas del Castillo de Rey (Madrid; 13 de diciembre de 1908-Ib.; 13 de mayo de 1984), más conocido simplemente como Antonio Castillo, fue un diseñador de moda español.

## Biografía
En 1936, a la muerte de Jeanne Paquin se hizo cargo de la «Maison de couture rue de la Paix» en París —fundada por la propia Sra. Paquin y su marido Isidore Paquin en 1890—, que cerró definitivamente en 1956.

## Diseño de vestuario para películas
Fue uno de los diseñadores del vestuario de  La bella y la bestia  de Jean Cocteau, con quien tenía amistad. En 1964, diseñó el vestuario de Ingrid Bergman para la película  El Rolls-Royce amarillo .
Estuvo nominado al mejor diseño de vestuario en una obra de teatro o musical de los Premios Tony en 1959 por el musical Goldilocks.
Fue ganador de un premio Óscar en 1971 en la categoría de mejor diseño de vestuario por la película Nicolás y Alejandra. El premio lo ganó conjuntamente con Yvonne Blake; Castillo realizó el diseño del vestuario de Alexandra (Janet Suzman) y de la reina madre Marie Fedorovna (Irene Worth).